# Philodendron alatum
Philodendron alatum är en kallaväxtart som beskrevs av Eduard Friedrich Poeppig. Philodendron alatum ingår i släktet Philodendron och familjen kallaväxter.
Artens utbredningsområde är Peru. Inga underarter finns listade.